# Sophie von Arnim
Sophie Gräfin von Arnim (* 21. Februar 1876 in Dresden als Sophie Gräfin zur Lippe[-Biesterfeld-Weißenfeld]; † 17. August 1949 in Grainau) war eine deutsche Schriftstellerin.

## Leben
Gräfin Sophie aus dem Haus Lippe wurde als Tochter des königlich-sächsischen Generals der Kavallerie z. D. Franz Graf zur Lippe-Biesterfeld-Weißenfeld (1820–1880) und der Friedericke Sophie Marie, geb. Freiin von Beschwitz (1836–1921), geboren. Prinz Clemens zur Lippe-Biesterfeld-Weißenfeld war ihr Bruder; Freiherr Hans Oppen von Huldenberg war ein Sohn ihrer Tante Lydia, geb. Gräfin und Edle Herrin zur Lippe-Biesterfeld-Weißenfeld.
Sie wuchs in Dresden auf und heiratete in Dresden am 27. September 1902 den Juristen Adolf Friedrich Heinrich Graf von Arnim (1875–1931), Rechtsritter des Johanniterordens, Fideikommissherrn der Freien Standesherrschaft Muskau und Präsident des Automobilclubs von Deutschland. Neben ihren Pflichten als Gutsherrin und Mutter von vier Kindern begann sie nach dem Tode ihres Mannes ab 1931 zu schreiben. Ihre Stoffe fand sie vor allem im heimatlichen Bereich Muskau. Sie beschrieb das Leben und Wirken der jeweiligen Schlossherren von Muskau, der Grafen von Callenberg, des Fürsten Pückler und des Prinzen der Niederlande, der Vorbesitzer des Schlosses Muskau, bevor die Familie der Grafen von Arnim die Standesherrschaft, deren Sitz im Preußischen Herrenhaus und das Schloss erbten.
Da sie vielseitig interessiert war, befasste sie sich auch mit dem romantischen Maler Carl Gustav Carus, dessen Biographie sie verfasste. 1945 musste sie im Zuge der Kriegsereignisse Muskau verlassen; das Schloss Muskau brannte wenige Tage nach Kriegsende ab, die Ländereien und der Muskauer Park wurden enteignet.

## Werke
- Carl Gustav Carus. V. Zahn und Jaensch-Verlag, Dresden 1930.
- Goethe und Fürst Pückler. V. Zahn und Jaensch-Verlag, Dresden 1932.
- Der Landvogt von Callenberg. C. A. Starke, Görlitz 1934.
- Bilder aus Muskaus Vergangenheit. Teil 1, C. A. Starke, Görlitz 1935.
- Bilder aus Muskaus Vergangenheit. Teil 2, C. A. Starke, Görlitz 1934.[5]